# 최행귀
최행귀(崔行歸)는 고려 초기의 문신이자 신라삼최 중 한 명인 최언위의 아들로 본관은 경주이며 호는 청하 시호는 문영이다

## 생애
그는 오월로 유학가서 관직생활을 하고 고려로 귀국한뒤 광종의 총애를 받아 비서랑(秘書郞)을 지냈지만 호족 숙청의 휘말려 사망했다.

## 최행귀가 등장하는 작품
- 《제국의 아침》 KBS, (2002년~2003년) 배우 :임병기